# Mathias Kneller
Mathias Kneller war ein deutscher Radrennfahrer und nationaler Meister im Radsport.

## Sportliche Laufbahn
Kneller war Bahnradsportler. 1941 wurde er nationaler Meister im Tandemrennen mit Hans Westerhold als Partner. 1942 unterlagen beide im Endlauf um die Meisterschaft dem Tandem Werner Bunzel und Harry Saager.
In der Meisterschaft in der Mannschaftsverfolgung gewann er die Silbermedaille hinter dem siegreichen Vierer von RC Excelsior Dresden.